# Возрождение (электропоезд)
Возрождение (англ. Fuxing; кит. 复兴号) — новый стандарт разработки, постройки и эксплуатации скоростных поездов Китая, реализовавшийся в высокоскоростных моделях CR400, скоростных CR300 и среднескоростных CR200.

## Причины создания
С 2007 года на территории Китая эксплуатируются высокоскоростные поезда серии «Гармония» (Harmony, Hexie). Используется несколько видов поездов, однако их разработка производилась под руководством инженеров из Германии, Японии, Франции. Также многие запчасти импортировались из этих стран.
Было принято решение создать максимально локализованный продукт. Был разработан китайский стандарт электропоезда «Fuxing», нацеленный на развитие скоростных железных дорог. Из 254 ключевых технологий 84 % разработаны китайскими инженерами в Китае, а производство на 100 % происходит на китайских предприятиях. Это позволит экспортировать китайские технологии, не опасаясь ограничений, накладываемых европейским и американским патентным законодательством.
По всем основным характеристикам поезда, созданные в соответствии с новым стандартом, превышают составы серии «Гармония».

## История
- Решение о разработке нового стандарта было принято в 2012 году. Китайские железные дороги создали консорциум из более чем 20 организаций (исследовательских центров, университетов, промышленных предприятий).
- Проект был создан в 2014 году.
- Первый состав модели CR400 был представлен в июне 2015 года.
- Ходовые испытания в октябре 2015 года показали, что поезд может достигать эксплуатационных скоростей в 385 км/ч. Максимальная эксплуатационная скорость — 400 км/ч, однако, по стандартам на 2020 год разрешенная скорость не превышает 350 км/ч.
- В июне 2017 года разработанные по новому стандарту поезда модели CR400 были пущены в эксплуатацию на самом загруженном участке железных дорог — между Пекином и Шанхаем.
- Удлиненная версия поездов модели CR400 была введена в эксплуатацию в июле 2018 года.

Срок службы поездов серии «Возрождение» составит, предположительно, 30 лет. Планируется почти полная замена поездов серии «Гармония» на поезда серии «Возрождение» к 2030 году.

## Модельный ряд

### CR400

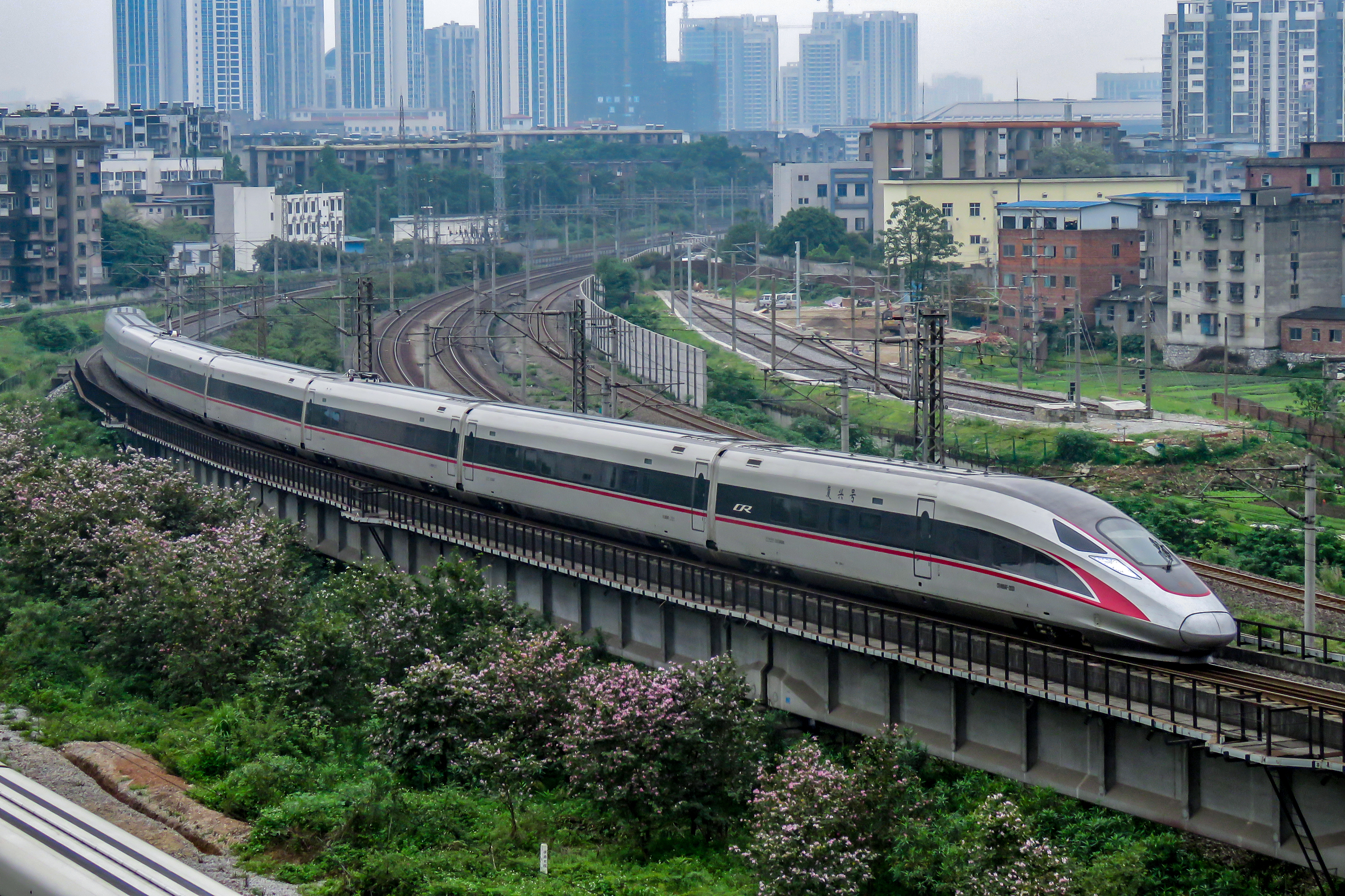
CR400AF

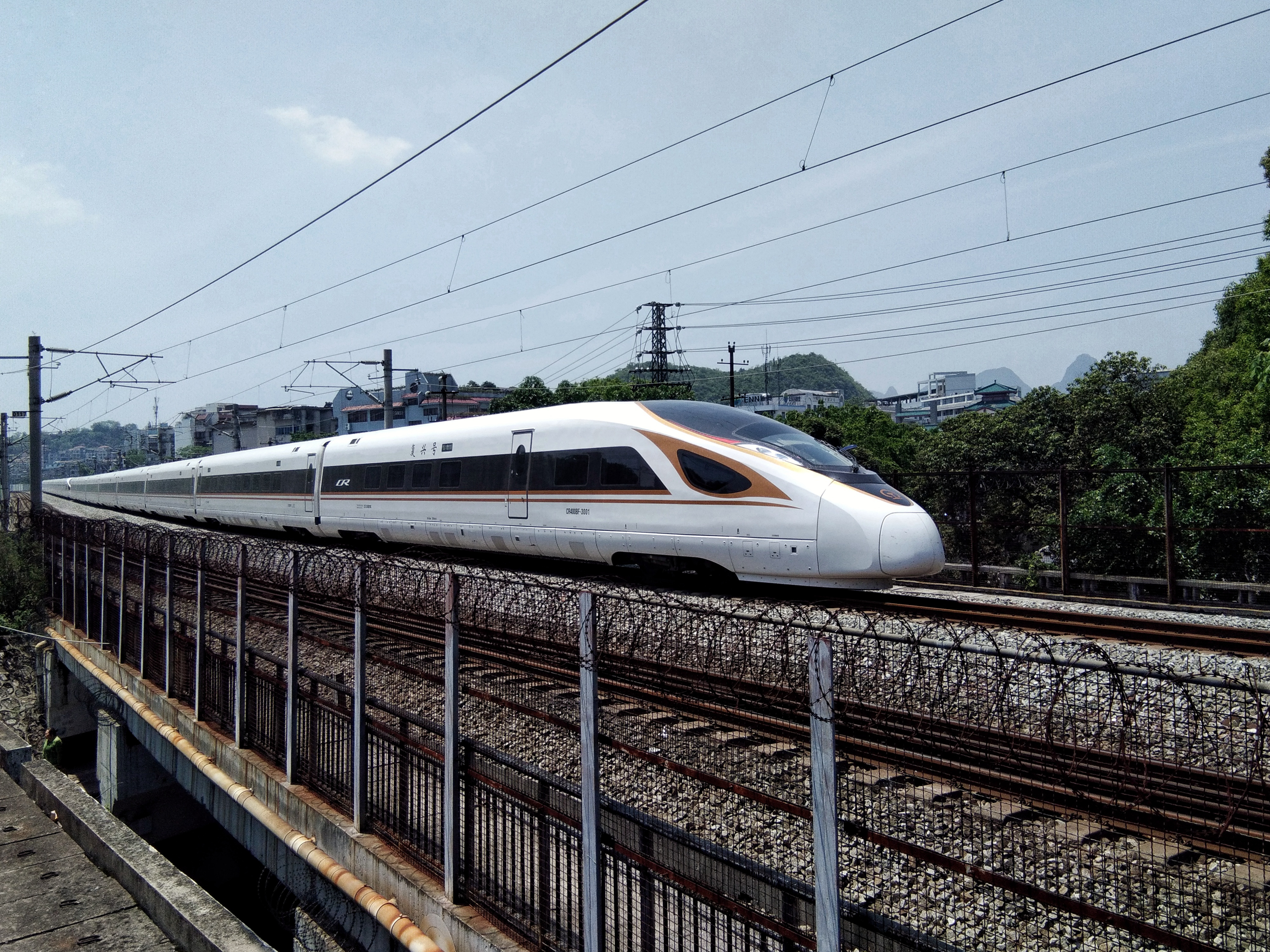
CR400BF

Это первые модели серии «Возрождение», разработанные по новому китайскому стандарту электропоездов. Поезд категории EMU. Одновременно выпущено два разных вида: CR400AF и CR400BF. Максимальная эксплуатационная скорость — 350 км/ч.

#### Основные преимущества
По сравнению с поездами серии «Гармония» на 7-12 % уменьшено воздушное сопротивление, до 17 % снижено энергопотребление, места для пассажиров просторней на несколько сантиметров.

### СR200

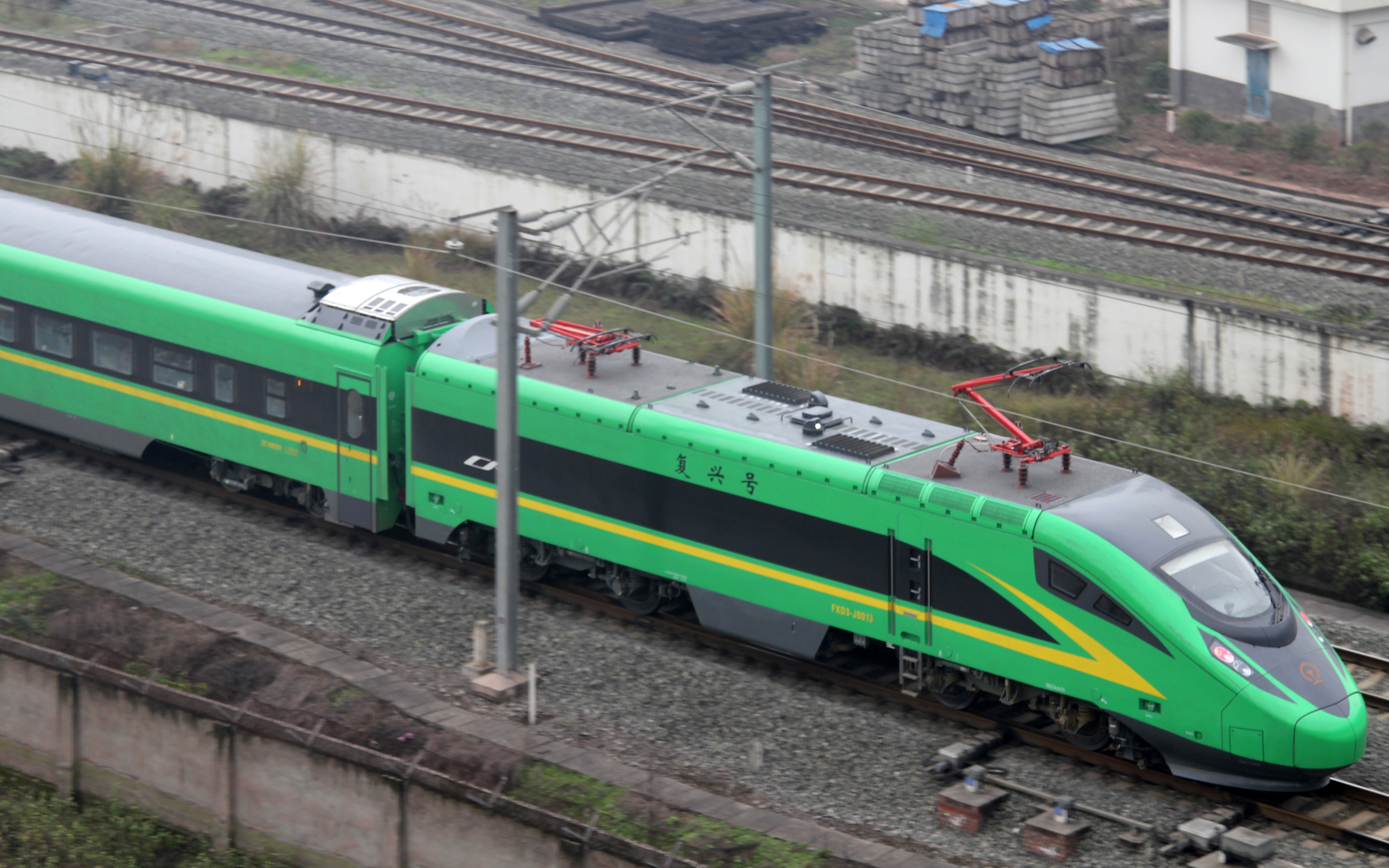
CR200J

5 января 2019 года — второй этап развития проекта «Возрождение» — введение в эксплуатацию среднескоростных поездов. Максимальная разрешенная эксплуатационная скорость — 160 км/ч.

### CR300

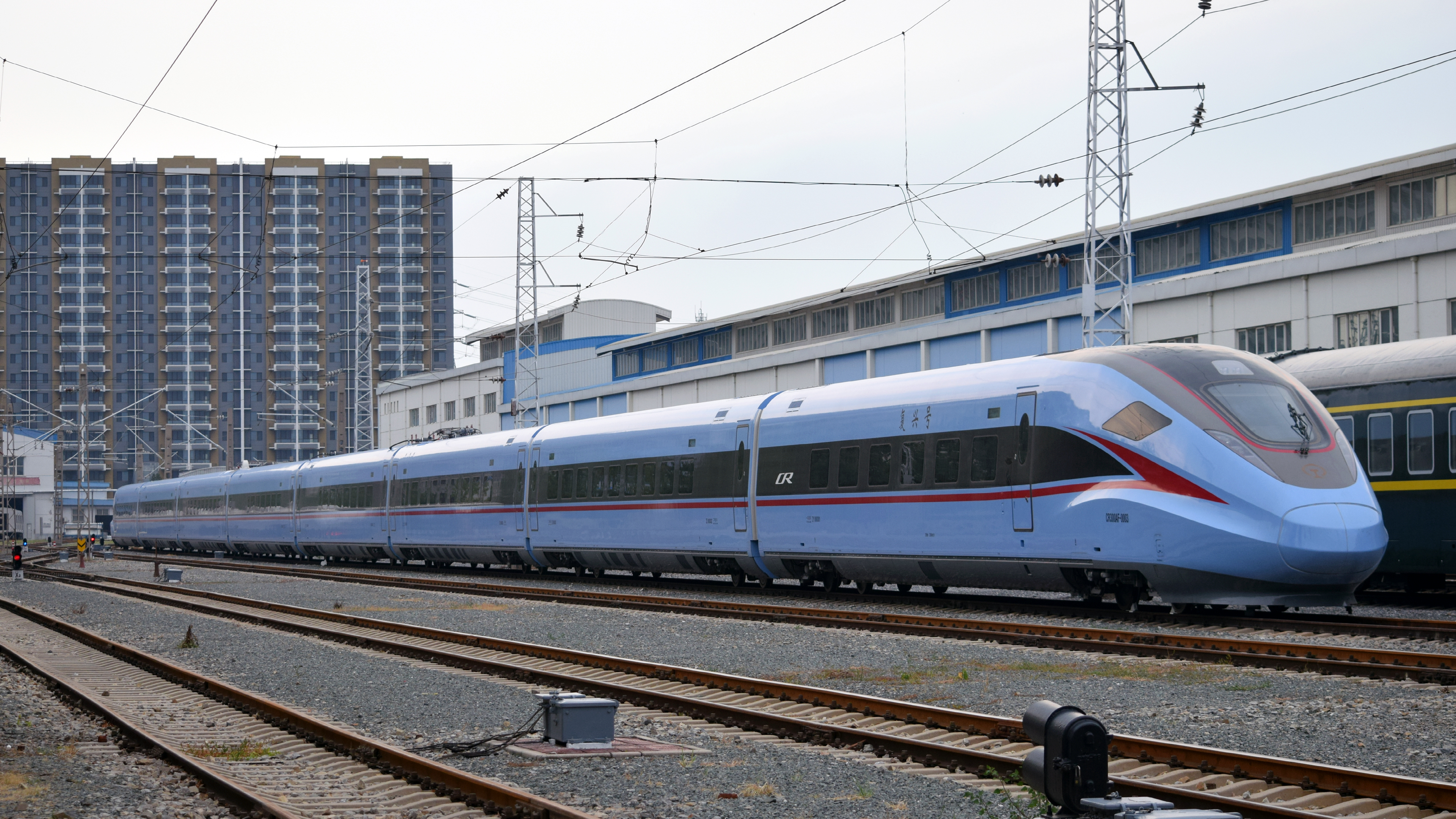
CR300AF

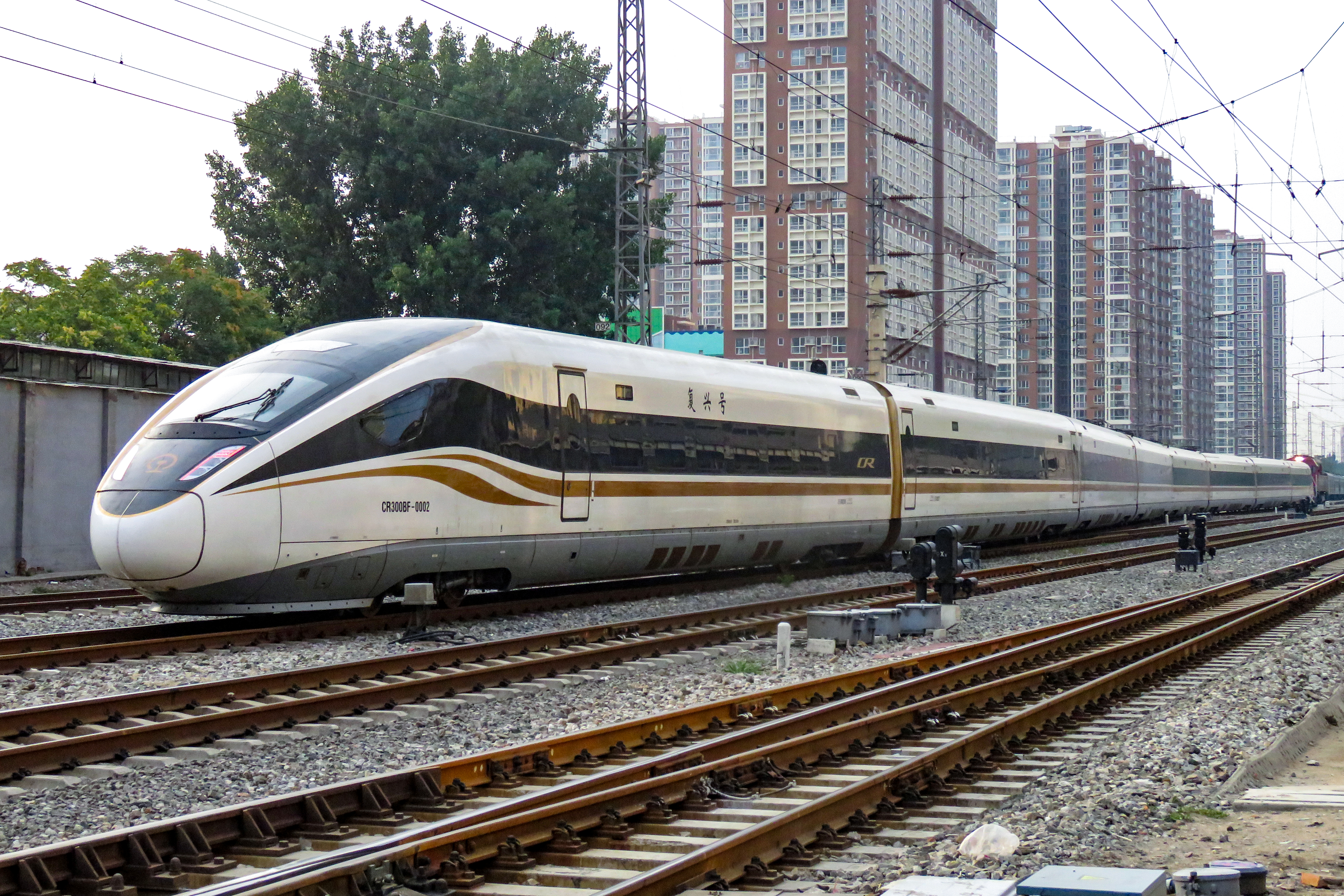
CR300BF

Скоростные поезда этого типа, созданные в рамках проекта «Возрождение», рассчитаны на эксплуатационные скорости до 250 км/ч. Длина состава — 8 вагонов, поезд рассчитан на перевозку 613 пассажиров в двухклассной компоновке. Поезд является типичным представителем категории EMU: двигатели расположены в вагонах под номерами 2, 4, 5, 7. Первый и восьмой вагоны оснащены кабиной машиниста, а на третьем и шестом установлены пантографы.
Уже в 2018 году, еще до начала эксплуатации с Китае и массового производства, была достигнута договоренность об использовании составов данного типа на трассе Бангкок-Нонгкхай в Таиланде. С конца 2018 по середину 2019 года 5 составов двух модификаций (CR300AF и CR300BF), произведенные на 5 разных заводах, проходили ходовые испытания. По их результатам заводы CRRC Sifang и CRRC Changchun получили предварительные заказы на массовое производство.

#### Происшествия
7 ноября 2020 года головной вагон поезда CR300AF-004 во время транспортировки на полуприцепе врезался в автобус на автодороге.